# Евграф
Евгра́ф (прост. Евгра́фий, разг. Егра́ф; греч. Εύγραφος) — мужское русское личное имя греческого происхождения. Имя на древнегреческом языке означает «хорошо пишущий», «хорошо написанный».
На Русь попало с христианством из Византии, но было редким и к 1980-м годам вышло из употребления.
От имени Евграф образована фамилия Евграфов и вариант Евгранов.

## Именины
- Православные[1]: 23 декабря.

## Приметы
На Евграфов день волки сходятся в стаи, в эту пору они особенно опасны.